# Saint-Étienne-Estréchoux
Pour les articles homonymes, voir Saint-Étienne (homonymie).
Saint-Étienne-Estréchoux (en occitan : Sant Estève d'Estrechós) est une commune française située dans l'ouest du département de l'Hérault en région Occitanie.
Exposée à un climat méditerranéen, elle est drainée par la Mare, le Clédou, le ruisseau d'Espaze. Incluse dans le parc naturel régional du Haut-Languedoc, la commune possède un patrimoine naturel remarquable composé d'une zone naturelle d'intérêt écologique, faunistique et floristique.
Saint-Étienne-Estréchoux est une commune rurale qui compte 257 habitants en 2022, après avoir connu un pic de population de 952 habitants en 1911.  Elle fait partie de l'aire d'attraction de Bédarieux.

## Géographie
|                        | Graissessac              |          |

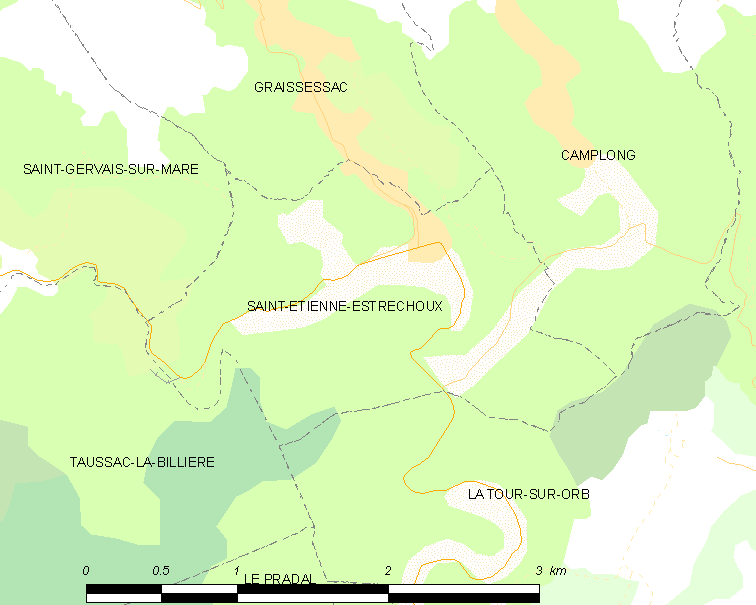
Carte

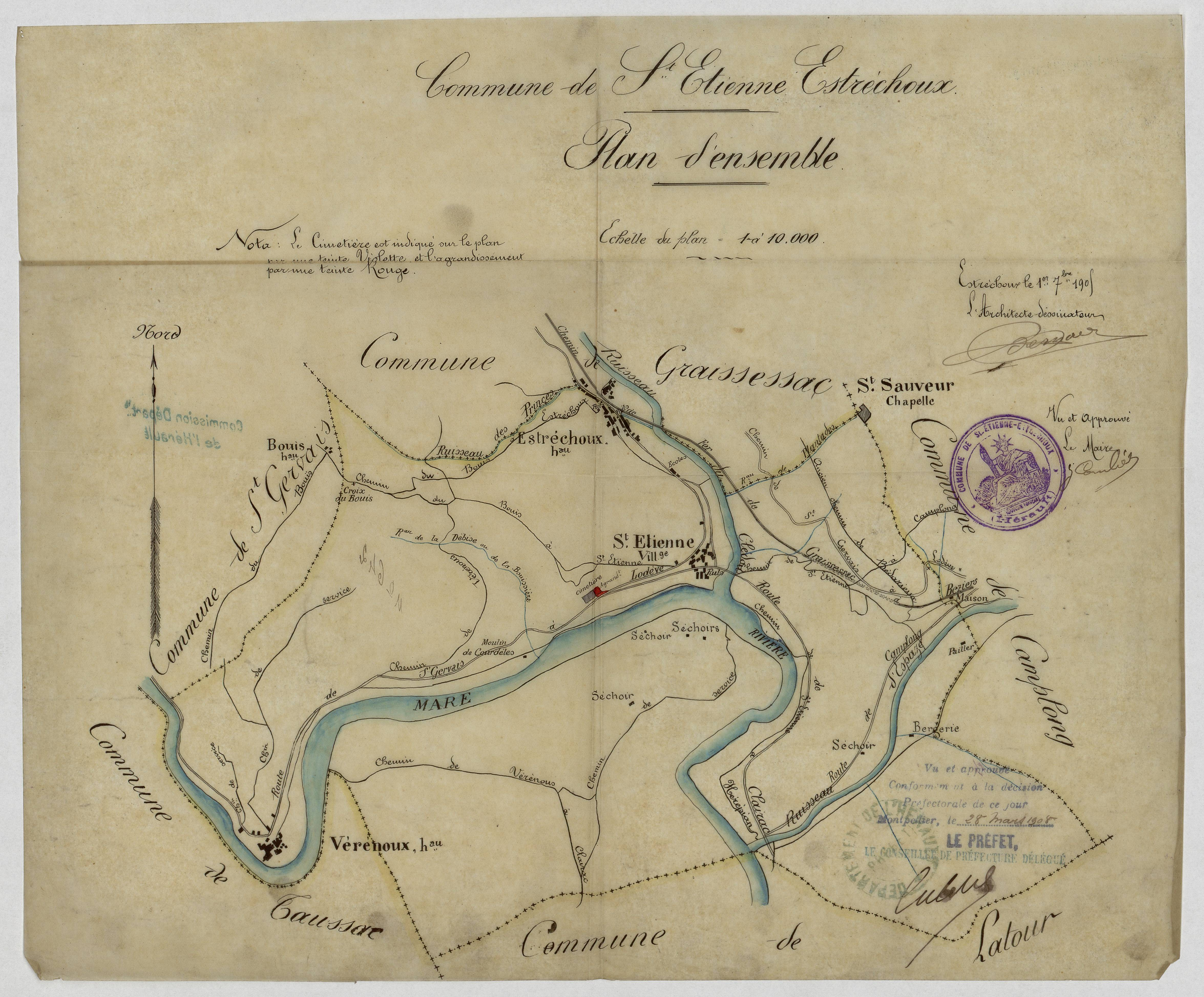
Plan d'ensemble de la commune (1905)

| Saint-Gervais-sur-Mare | Saint-Étienne-Estréchoux | Camplong |
| Taussac-la-Billière    | La Tour-sur-Orb          |          |

### Hameaux et lieux-dits
- Estréchoux : de la racine occitane « Estrech » + suffixe -« os »[1]. Voir le catalan « estret », du bas latin « strictum » : chemin resserré, passage étroit, détroit, défilé. Occitan parfois écrit « estrechour » (estrechor en graphie classique), roman-espagnol « estrechura », catalan « estretura ». La terminaison avec le x est purement conventionnelle en français.
- Saint-Étienne de Mursan.
- Vérénoux[2].

### Climat
Pour des articles plus généraux, voir Climat de l'Occitanie et Climat de l'Hérault.
En 2010, le climat de la commune est de type climat méditerranéen franc, selon une étude s'appuyant sur une série de données couvrant la période 1971-2000. En 2020, Météo-France publie une typologie des climats de la France métropolitaine dans laquelle la commune est exposée à un climat méditerranéen et est dans la région climatique  Provence, Languedoc-Roussillon, caractérisée par une pluviométrie faible en été, un très bon ensoleillement (2 600 h/an), un été chaud (21,5 °C), un air très sec en été, sec en toutes saisons, des vents forts (fréquence de 40 à 50 % de vents > 5 m/s) et peu de brouillards.
Pour la période 1971-2000, la température annuelle moyenne est de 13,1 °C, avec une amplitude thermique annuelle de 15,8 °C. Le cumul annuel moyen de précipitations est de 1 054 mm, avec 8,6 jours de précipitations en janvier et 3,3 jours en juillet. Pour la période 1991-2020, la température moyenne annuelle observée sur la station météorologique la plus proche, située sur la commune de Bédarieux à 7 km à vol d'oiseau, est de 13,7 °C et le cumul annuel moyen de précipitations est de 982,0 mm,. Pour l'avenir, les paramètres climatiques de la commune estimés pour 2050 selon différents scénarios d'émission de gaz à effet de serre sont consultables sur un site dédié publié par Météo-France en novembre 2022.

### Milieux naturels et biodiversité

#### Espaces protégés
La protection réglementaire est le mode d’intervention le plus fort pour préserver des espaces naturels remarquables et leur biodiversité associée,.
Un  espace protégé est présent sur la commune : 
le parc naturel régional du Haut-Languedoc, créé en 1973 et d'une superficie de 307 184 ha, qui s'étend sur 118 communes et deux départements. Implanté de part et d’autre de la ligne de partage des eaux entre Océan Atlantique et mer Méditerranée, ce territoire est un véritable balcon dominant les plaines viticoles du Languedoc et les étendues céréalières du Lauragais,.

#### Zones naturelles d'intérêt écologique, faunistique et floristique

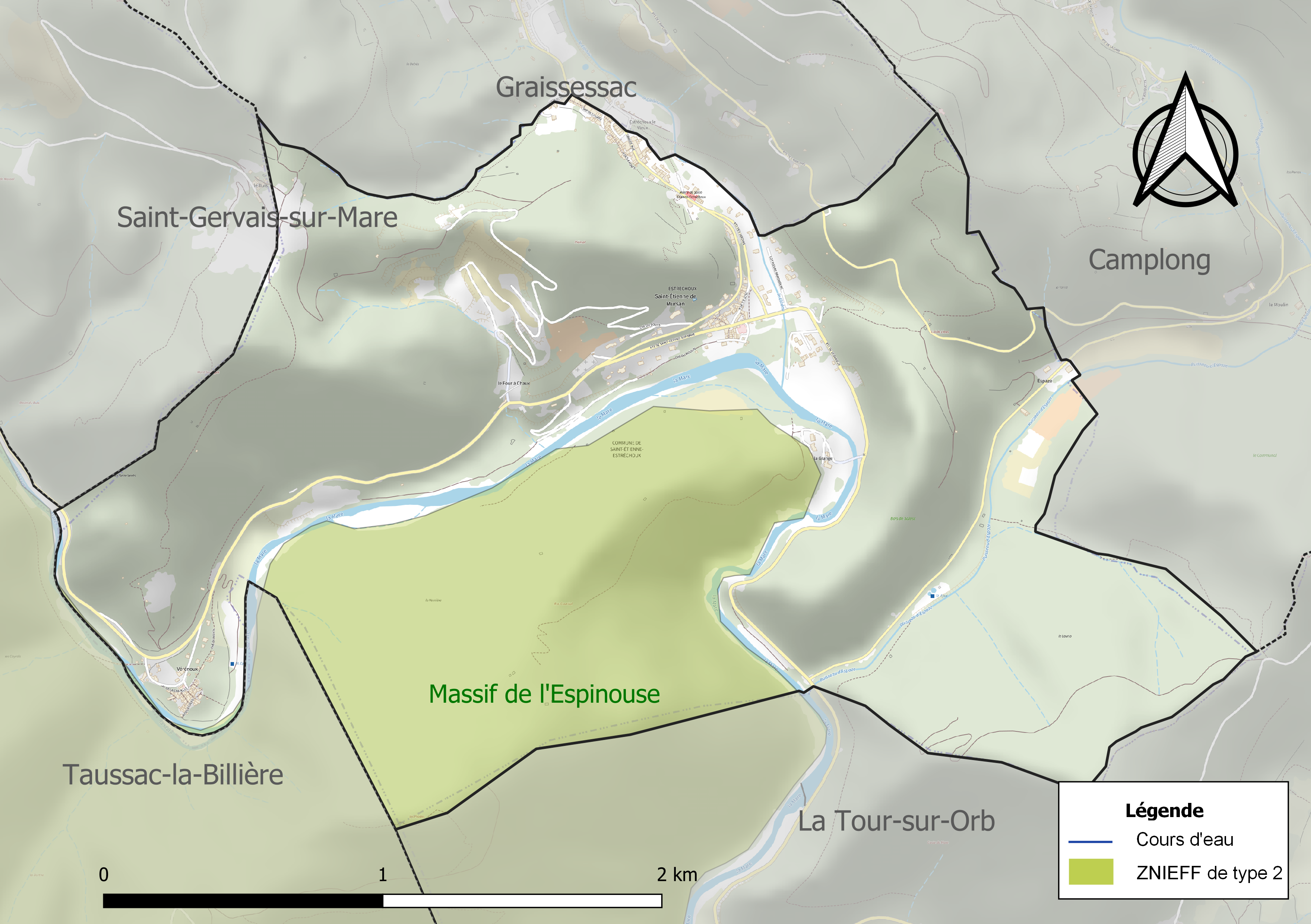
Carte de la ZNIEFF de type 2 localisée sur la commune.

L’inventaire des zones naturelles d'intérêt écologique, faunistique et floristique (ZNIEFF) a pour objectif de réaliser une couverture des zones les plus intéressantes sur le plan écologique, essentiellement dans la perspective d’améliorer la connaissance du patrimoine naturel national et de fournir aux différents décideurs un outil d’aide à la prise en compte de l’environnement dans l’aménagement du territoire.
Une ZNIEFF de type 2 est recensée sur la commune :
le « massif de l'Espinouse » (20 035 ha), couvrant 19 communes du département.

## Urbanisme

### Typologie
Au 1er janvier 2024, Saint-Étienne-Estréchoux est catégorisée commune rurale à habitat dispersé, selon la nouvelle grille communale de densité à sept niveaux définie par l'Insee en 2022.
Elle est située hors unité urbaine. Par ailleurs la commune fait partie de l'aire d'attraction de Bédarieux, dont elle est une commune de la couronne,. Cette aire, qui regroupe 26 communes, est catégorisée dans les aires de moins de 50 000 habitants,.

### Occupation des sols
L'occupation des sols de la commune, telle qu'elle ressort de la base de données européenne d’occupation biophysique des sols Corine Land Cover (CLC), est marquée par l'importance des forêts et milieux semi-naturels (76,9 % en 2018), en diminution par rapport à 1990 (82,8 %). La répartition détaillée en 2018 est la suivante : 
forêts (75,5 %), zones agricoles hétérogènes (19,1 %), zones urbanisées (4 %), espaces ouverts, sans ou avec peu de végétation (1,4 %). L'évolution de l’occupation des sols de la commune et de ses infrastructures peut être observée sur les différentes représentations cartographiques du territoire : la carte de Cassini (XVIIIe siècle), la carte d'état-major (1820-1866) et les cartes ou photos aériennes de l'IGN pour la période actuelle (1950 à aujourd'hui).

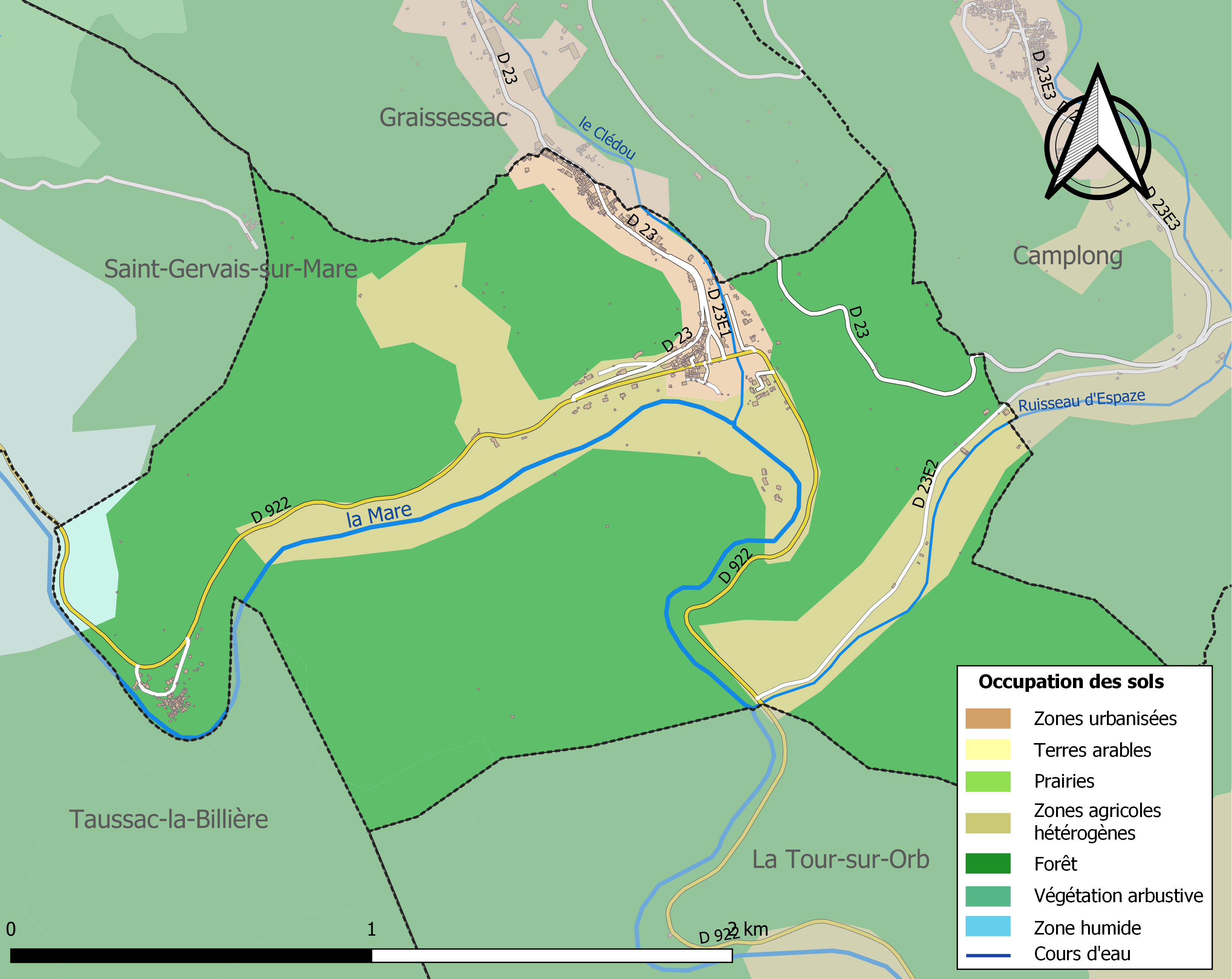
Carte des infrastructures et de l'occupation des sols de la commune en 2018 (CLC).

### Risques majeurs
Le territoire de la commune de Saint-Étienne-Estréchoux est vulnérable à différents aléas naturels : météorologiques (tempête, orage, neige, grand froid, canicule ou sécheresse), inondations, feux de forêts, mouvements de terrains et séisme (sismicité très faible). Il est également exposé à deux risques particuliers : le risque minier et le risque de radon. Un site publié par le BRGM permet d'évaluer simplement et rapidement les risques d'un bien localisé soit par son adresse soit par le numéro de sa parcelle.

#### Risques naturels
Certaines parties du territoire communal sont susceptibles d’être affectées par le risque d’inondation par débordement de cours d'eau, notamment la Mare. La commune a été reconnue en état de catastrophe naturelle au titre des dommages causés par les inondations et coulées de boue survenues en 1982, 1995, 1996 et 2014,.
Saint-Étienne-Estréchoux est exposée au risque de feu de forêt. Un plan départemental de protection des forêts contre les incendies (PDPFCI) a été approuvé en juin 2013 et court jusqu'en 2022, où il doit être renouvelé. Les mesures individuelles de prévention contre les incendies sont précisées par deux arrêtés préfectoraux et s’appliquent dans les zones exposées aux incendies de forêt et à moins de 200 mètres de celles-ci. L’arrêté du 25 avril 2002 réglemente l'emploi du feu en interdisant notamment d’apporter du feu, de fumer et de jeter des mégots de cigarette dans les espaces sensibles et sur les voies qui les traversent sous peine de sanctions. L'arrêté du 11 mars 2013 rend le débroussaillement obligatoire, incombant au propriétaire ou ayant droit,.

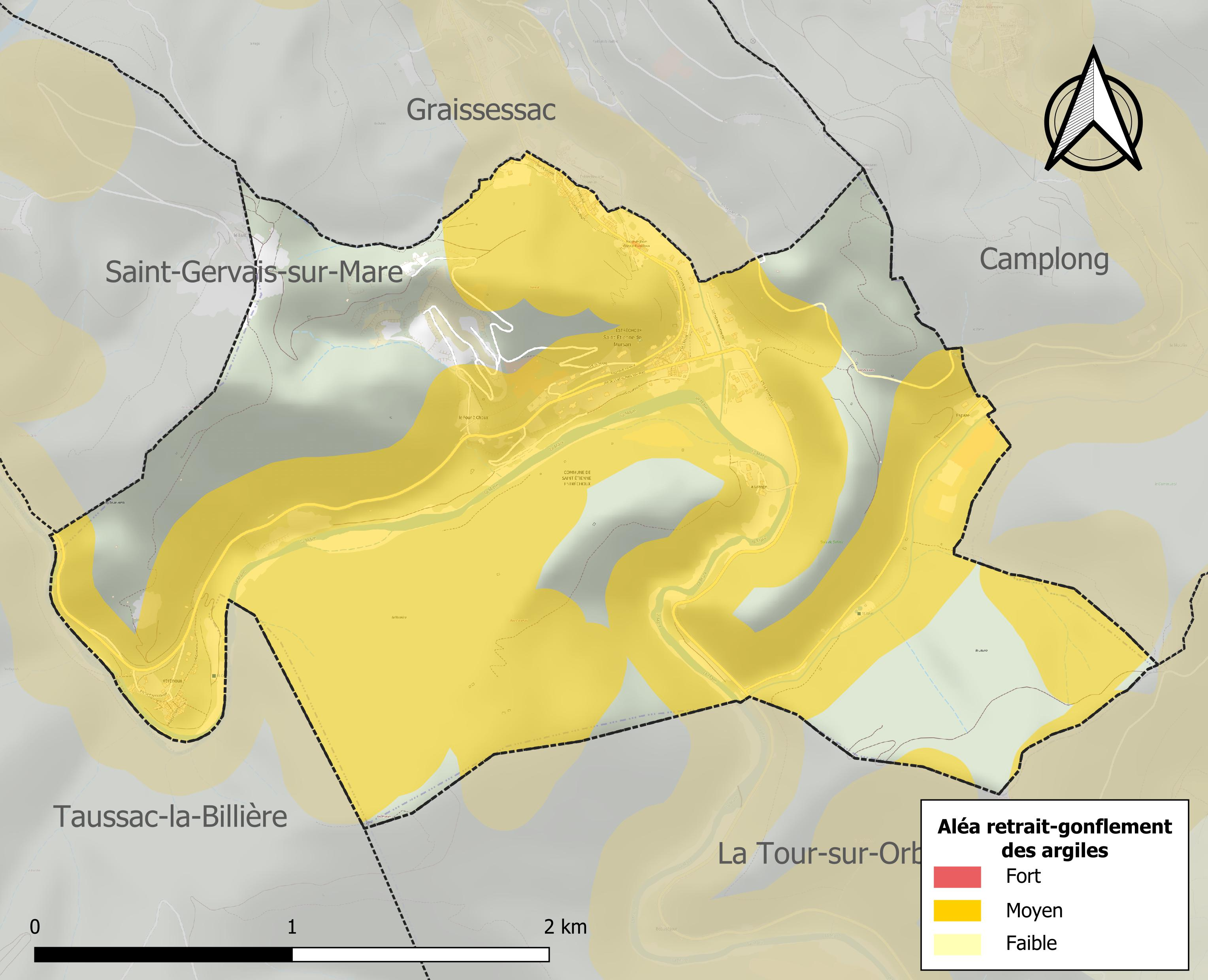
Carte des zones d'aléa retrait-gonflement des sols argileux de Saint-Étienne-Estréchoux.

La commune est vulnérable au risque de mouvements de terrains constitué principalement du retrait-gonflement des sols argileux. Cet aléa est susceptible d'engendrer des dommages importants aux bâtiments en cas d’alternance de périodes de sécheresse et de pluie. 68,3 % de la superficie communale est en aléa moyen ou fort (59,3 % au niveau départemental et 48,5 % au niveau national). Sur les 159 bâtiments dénombrés sur la commune en 2019, 158 sont en aléa moyen ou fort, soit 99 %, à comparer aux 85 % au niveau départemental et 54 % au niveau national. Une cartographie de l'exposition du territoire national au retrait gonflement des sols argileux est disponible sur le site du BRGM,.
Par ailleurs, afin de mieux appréhender le risque d’affaissement de terrain, l'inventaire national des cavités souterraines permet de localiser celles situées sur la commune.

#### Risque particulier
L’étude Scanning de Géodéris réalisée en 2008 a établi pour le département de l’Hérault une identification rapide des zones de risques miniers liés à l’instabilité des terrains.  Elle a été complétée en 2015 par une étude approfondie sur les anciennes exploitations minières du bassin houiller de Graissessac et du district polymétallique de Villecelle. La commune est ainsi concernée par le risque minier, principalement lié à l’évolution des cavités souterraines laissées à l’abandon et sans entretien après l’exploitation des mines.
Dans plusieurs parties du territoire national, le radon, accumulé dans certains logements ou autres locaux, peut constituer une source significative d’exposition de la population aux rayonnements ionisants. Certaines communes du département sont concernées par le risque radon à un niveau plus ou moins élevé. Selon la classification de 2018, la commune de Saint-Étienne-Estréchoux est classée en zone 3, à savoir zone à potentiel radon significatif.

## Histoire
- 1323 Rector de Mursano.
- Église Saint-Étienne-de-Mursan citée dès 1341.
- Sous l'Ancien Régime, Saint-Étienne-de-Mursan et Estréchoux faisaient partie de la communauté de Boussagues (La Tour-sur-Orb).
- En l'an II, elles sont rattachées à Camplong, commune nouvellement créée[27].
- Le 10 juillet 1900, la commune de Saint-Étienne-Estréchoux est créée par distraction de celle de Camplong[28].
- En 2014, la commune a été rattachée au canton de Clermont-l'Hérault.
- Selon Claude Seignolle, auteur de l'ouvrage « Le folklore du Languedoc »[29], les habitants Saint-Estréchoux étaient appelés « lous mangou cats » (les mange-chats) parce qu'ils appréciaient la viande de cet animal.

## Politique et administration
| Période | Période  | Identité       | Étiquette  | Qualité                     |
| ------- | -------- | -------------- | ---------- | --------------------------- |
| 1947    | 1953     | Louis Gineste  |            |                             |
| 1953    | 1977     | Eloi Chavernac |            |                             |
| 1977    | 1983     | André Ramplou  | Écologiste |                             |
| 1983    | 1989     | Éloi Chavernac |            |                             |
| 1989    | 2004     | Pierre Cuq     |            | décédé durant son 4e mandat |
| 2004    | 2014     | Guy Bono       |            |                             |
| 2014    | En cours | Henri Mathieu  | SE-DVG     | Retraité                    |

## Démographie

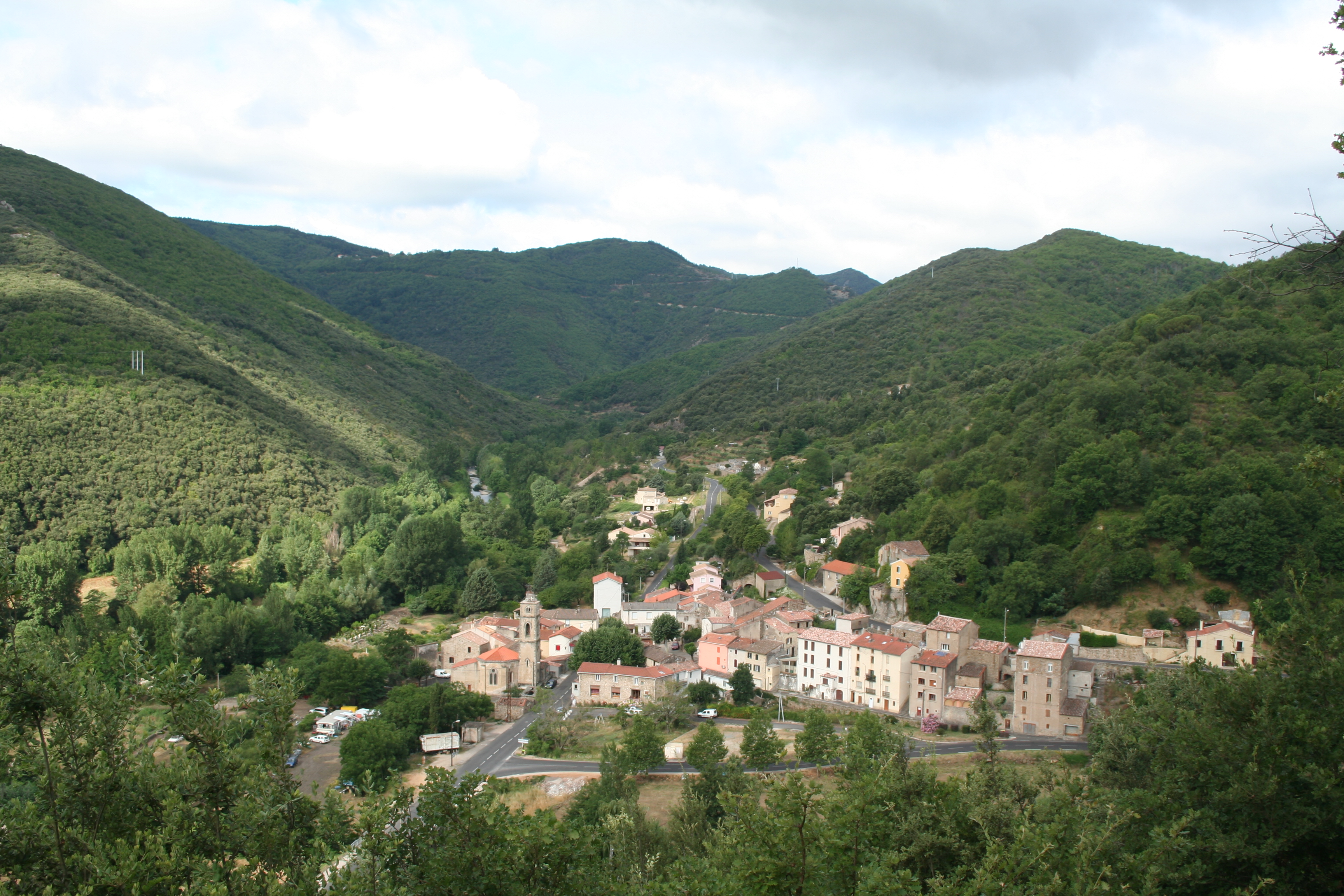
Vue générale.

L'évolution du nombre d'habitants est connue à travers les recensements de la population effectués dans la commune depuis 1901. Pour les communes de moins de 10 000 habitants, une enquête de recensement portant sur toute la population est réalisée tous les cinq ans, les populations de référence des années intermédiaires étant quant à elles estimées par interpolation ou extrapolation. Pour la commune, le premier recensement exhaustif entrant dans le cadre du nouveau dispositif a été réalisé en 2008.

En 2022, la commune comptait 257 habitants, en évolution de −3,75 % par rapport à 2016 (Hérault : +7,49 %, France hors Mayotte : +2,11 %).
| 1901 | 1906 | 1911 | 1921 | 1926 | 1931 | 1936 | 1946 | 1954 |
| ---- | ---- | ---- | ---- | ---- | ---- | ---- | ---- | ---- |
| 774  | 808  | 952  | 847  | 930  | 720  | 684  | 686  | 685  |

| 1962 | 1968 | 1975 | 1982 | 1990 | 1999 | 2006 | 2008 | 2013 |
| ---- | ---- | ---- | ---- | ---- | ---- | ---- | ---- | ---- |
| 595  | 502  | 405  | 354  | 291  | 262  | 248  | 244  | 271  |

| 2018 | 2022 | - | - | - | - | - | - | - |
| ---- | ---- | - | - | - | - | - | - | - |
| 254  | 257  | - | - | - | - | - | - | - |

## Économie

### Revenus
En 2018, la commune compte 136 ménages fiscaux, regroupant 261 personnes. La médiane du revenu disponible par unité de consommation est de 17 140 € (20 330 € dans le département).

### Emploi
|                | 2008   | 2013   | 2018   |
| -------------- | ------ | ------ | ------ |
| Commune        | 6,4 %  | 11,6 % | 15,3 % |
| Département    | 10,1 % | 11,9 % | 12 %   |
| France entière | 8,3 %  | 10 %   | 10 %   |

En 2018, la population âgée de 15 à 64 ans s'élève à 137 personnes, parmi lesquelles on compte 70,1 % d'actifs (54,7 % ayant un emploi et 15,3 % de chômeurs) et 29,9 % d'inactifs,. En  2018, le taux de chômage communal (au sens du recensement) des 15-64 ans est supérieur à celui du département et de la France, alors qu'en 2008 la situation était inverse.
La commune fait partie de la couronne de l'aire d'attraction de Bédarieux, du fait qu'au moins 15 % des actifs travaillent dans le pôle,. Elle compte 21 emplois en 2018, contre 21 en 2013 et 27 en 2008. Le nombre d'actifs ayant un emploi résidant dans la commune est de 76, soit un indicateur de concentration d'emploi de 27,9 % et un taux d'activité parmi les 15 ans ou plus de 41,6 %.
Sur ces 76 actifs de 15 ans ou plus ayant un emploi, 16 travaillent dans la commune, soit 21 % des habitants. Pour se rendre au travail, 88,2 % des habitants utilisent un véhicule personnel ou de fonction à quatre roues, 1,3 % les transports en commun, 5,2 % s'y rendent en deux-roues, à vélo ou à pied et 5,3 % n'ont pas besoin de transport (travail au domicile).

### Activités

#### Secteurs d'activités
16 établissements sont implantés  à Saint-Étienne-Estréchoux au 31 décembre 2019.
Le secteur de l'administration publique, l'enseignement, la santé humaine et l'action sociale est prépondérant sur la commune puisqu'il représente 18,8 % du nombre total d'établissements de la commune (3 sur les 16 entreprises implantées  à Saint-Étienne-Estréchoux), contre 14,2 % au niveau départemental.

#### Entreprises et commerces
L'économie ancienne de Saint-Étienne-Estréchoux était celle d'une agriculture de montagne, dans laquelle l'exploitation du châtaignier tenait une place de premier ordre.
Aux XIXe et XXe siècles, la principale source d'emploi reposait sur les mines de charbon de Graissessac. Avec la fermeture de ces mines, la vallée a aujourd'hui une activité réduite.

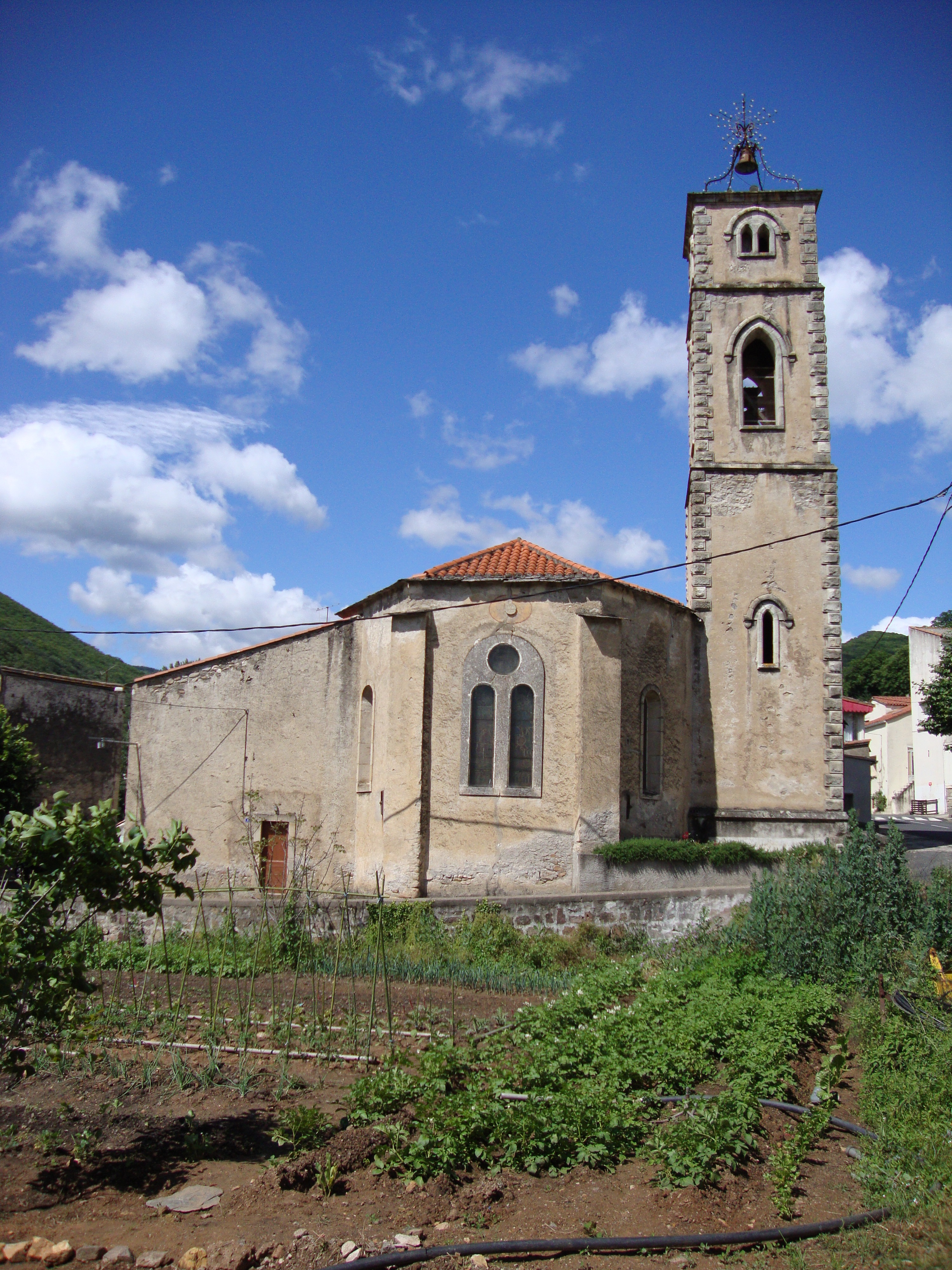
L'église Saint-Étienne.

Aucune exploitation agricole ayant son siège dans la commune n'est recensée lors du recensement agricole de 2020 (cinq en 1988),.

## Culture locale et patrimoine

### Lieux et monuments
- Église Saint Étienne de Mursan ou Saint-Étienne de Saint-Étienne-Estréchoux.
- Vieille croix extérieure à l'église.

### Héraldique
| Armes de Saint-Étienne-Estréchoux | Les armes de Saint-Étienne-Estréchoux se blasonnent ainsi : d'or au pal de sinople chargé d'une lampe de mineur de sable, adextré d'une grappe de raisin au naturel et sénestré d'une branche de châtaignier aussi au naturel |